# VH1 Storytellers: Johnny Cash & Willie Nelson
VH1 Storytellers – koncertowy album Johnny’ego Casha i Willie Nelsona, wydany w 1998 przez wytwórnię płytową American Recordings. Był to trzeci album Casha, którego producentem był Rick Rubin.

## Lista utworów
1. "(Ghost) Riders in the Sky" (Stan Jones) – 6:13
2. "Worried Man" (Cash, June Carter Cash) – 3:48
3. "Family Bible" (Walt Breeland/Paul Buskirk/Claude Gray) – 3:20
4. "Don't Take Your Guns to Town" (Cash) – 4:42
5. "Funny How Time Slips Away" (Nelson) – 3:59
6. "Flesh and Blood" (Cash) – 2:42
7. "Crazy" (Nelson) – 2:23
8. "Unchained" (Johnstone) – 2:43
9. "Night Life" (Breeland/Buskirk/Nelson) – 3:43
10. "Drive On" (Cash) – 2:23
11. "Me and Paul" (Nelson) – 3:11
12. "I Still Miss Someone" (Cash, Roy Cash) – 3:13
13. "Always on My Mind" (Johnny Christopher/Mark James/Wayne Carson Thompson) – 4:05
14. "Folsom Prison Blues" (Cash) – 3:40
15. "On the Road Again" (Nelson) – 1:32

## Twórcy
- Johnny Cash - gitara, wokal
- Willie Nelson - gitara, wokal